# Bezant

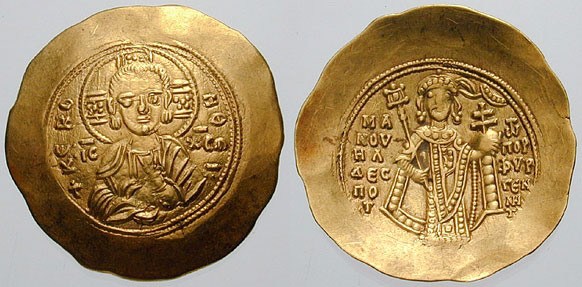
Zlatá mince byzantského císaře Manuela Komnena

Bezanty na praporu cornwallského vévody

Bezant je označení používané v západní Evropě pro zlatou byzantskou minci hyperpyron, název vznikl zkomolením slova Byzanc. Zlaté mince se dostaly na Západ až v období křížových výprav a byly velmi ceněným univerzálním platidlem. Časem se označení rozšířilo na všechny zlaté mince, i když nepocházely z Byzance. O oblibě bezantů svědčí i to, že se dostaly na šlechtické erby v podobě žlutých koleček symbolizujících hojnost. Stejného původu je také architektonický prvek bezantée, skládající se z řady vzájemně se dotýkajících kroužků, typická dekorace raně gotických staveb.